# 林少華
林 少華（りん しょうか、1952年 - ）は、中国の翻訳家である。日本の小説家村上春樹の簡体字翻訳で知られる。1975年に吉林大学日文系を卒業。

## 主要な翻訳作品

### 村上春樹
小説
- 『1973年のピンボール』
- 『風の歌を聴け』
- 『4月のある晴れた朝に100パーセントの女の子に出会うことについて』
- 『国境の南、太陽の西』
- 『世界の終りとハードボイルド・ワンダーランド』
- 『象の消滅』
- 『カンガルー通信』
- 『羊をめぐる冒険』
- 『ねじまき鳥クロニクル』
- 『夜のくもざる』
- 『ダンス・ダンス・ダンス』
- 『ノルウェイの森』
- 『レキシントンの幽霊』
- 『羊男のクリスマス』
- 『中国行きのスロウ・ボート』
- 『回転木馬のデッド・ヒート』
- 『スプートニクの恋人』
- 『海辺のカフカ』
- 『東京奇譚集』 （2006年7月）
- 『アフターダーク』 （2007年7月1日）
- 『神の子どもたちはみな踊る』 （2009年8月）
- 『女のいない男たち』 毛丹青、竺家栄ほか共訳（2015年2月）

エッセイ等
- 『アンダーグラウンド』
- 『ポートレイト・イン・ジャズ』
- 『ポートレイト・イン・ジャズ2』
- 『辺境・近境』
- 『遠い太鼓』
- 『日出る国の工場』
- 『約束された場所で』
- 『村上ラヂオ』
- 『もし僕らのことばがウィスキーであったなら』
- 『村上春樹、河合隼雄に会いにいく』
- 『やがて哀しき外国語』
- 『うずまき猫のみつけかた』
- 『村上朝日堂』
- 『村上朝日堂の逆襲』

### 三島由紀夫
- 『潮騒』
- 『金閣寺』

### 川端康成
- 『雪国』
- 『伊豆の踊り子』

### 芥川龍之介[8]
- 『羅生門』
- 『鼻』
- 『手巾』
- 『地獄変』
- 『蜘蛛の糸』
- 『蜜柑』
- 『舞踏会』
- 『藪の中』
- 『トロッコ』
- 『侏儒の言葉』